# Adenochilus
Adenochilus, maleni biljni rod u porodici kaćunovki, raširemn po jugoistočnoj Australiji i Novom Zelandu. Postoje dvije priznate vrste

## Vrste
1. Adenochilus gracilis Hook.f.
2. Adenochilus nortonii Fitzg.